# Joseph Pilates
Joseph Hubertus Pilates  (Mönchengladbach, 09 de dezembro de 1883 – Nova Iorque, 9 de outubro de 1967) foi o inventor do método Pilates de condicionamento físico.
Joseph Pilates nasceu em Mönchengladbach, próximo a Düsseldorf, Alemanha. Seu pai tinha o sobrenome de Pilatu, pois era de ascendência grega. E sua mãe, naturopata, de ascendência alemã. Apesar do sobrenome, Pilates nada tem a ver com o famoso governador romano.
Joseph Pilates, quando criança, era doente que sofria de raquitismo, asma e febre reumática. E na adolescência prevendo seu futuro numa cadeira de rodas começou a estudar, como autodidata, anatomia e fisiologia humana e fundamentos de medicina oriental. Com isso desenvolveu exercício em aparelhos rústicos inventados por ele. Praticando esses exercícios em aparelhos criou seu próprio método e tornou-se obcecado em superar suas limitações físicas. Com essa prática, ainda jovem tornou-se ginasta e mergulhador. Finalmente desenvolveu cerca de quinhentos exercícios que o ajudaram, bem como seus seguidores, a levar uma vida longa e saudável.
É importante referir que o Método Pilates não se centrava em exercícios padronizados, servidos como uma receita reutilizável de sujeito para sujeito. O método tinha aqui um cunho irrefutável de individualidade. Perante determinado indivíduo, Pilates alterava radicalmente os planos comuns de exercícios. E foram poucos aqueles que puderam assistir a todo este mecanismo de trabalho. Os poucos que tiveram esse privilégio acabaram mais tarde, após a morte de Joseph Pilates, por fundar as suas próprias escolas, chegando alguns a declarar a prática do método original. Mas isto não é verdade, pois não existia um método original específico. Existia sim um método de trabalho próprio, indubitavelmente inimitável, devido a Pilates ter sofrido diversificadas influências como o Yoga, as artes marciais e a meditação.
Em 1923, Pilates mudou-se para Nova Iorque e abriu seu primeiro Studio de Pilates. Seu trabalho, porém, só teve repercussão a partir dos anos 40, principalmente entre os dançarinos americanos, Ruth St. Denis, Ted Shawn, Martha Graham, George Balanchine e Jerome Robbins.
Joseph Hubertus Pilates morreu no ano de 1967, aos 83 anos, após inalar muita fumaça ao tentar salvar seu estúdio de um incêndio e não deixou herdeiros. Sua esposa Clara Pilates, assumiu então a direção do estúdio, dando continuidade ao trabalho de seu marido. Pilates deixou inúmeros discípulos que abriram seus próprios estúdios em várias partes dos Estados Unidos da América e ajudaram a disseminar seus ensinamentos em todo o mundo.